# Skiwasser

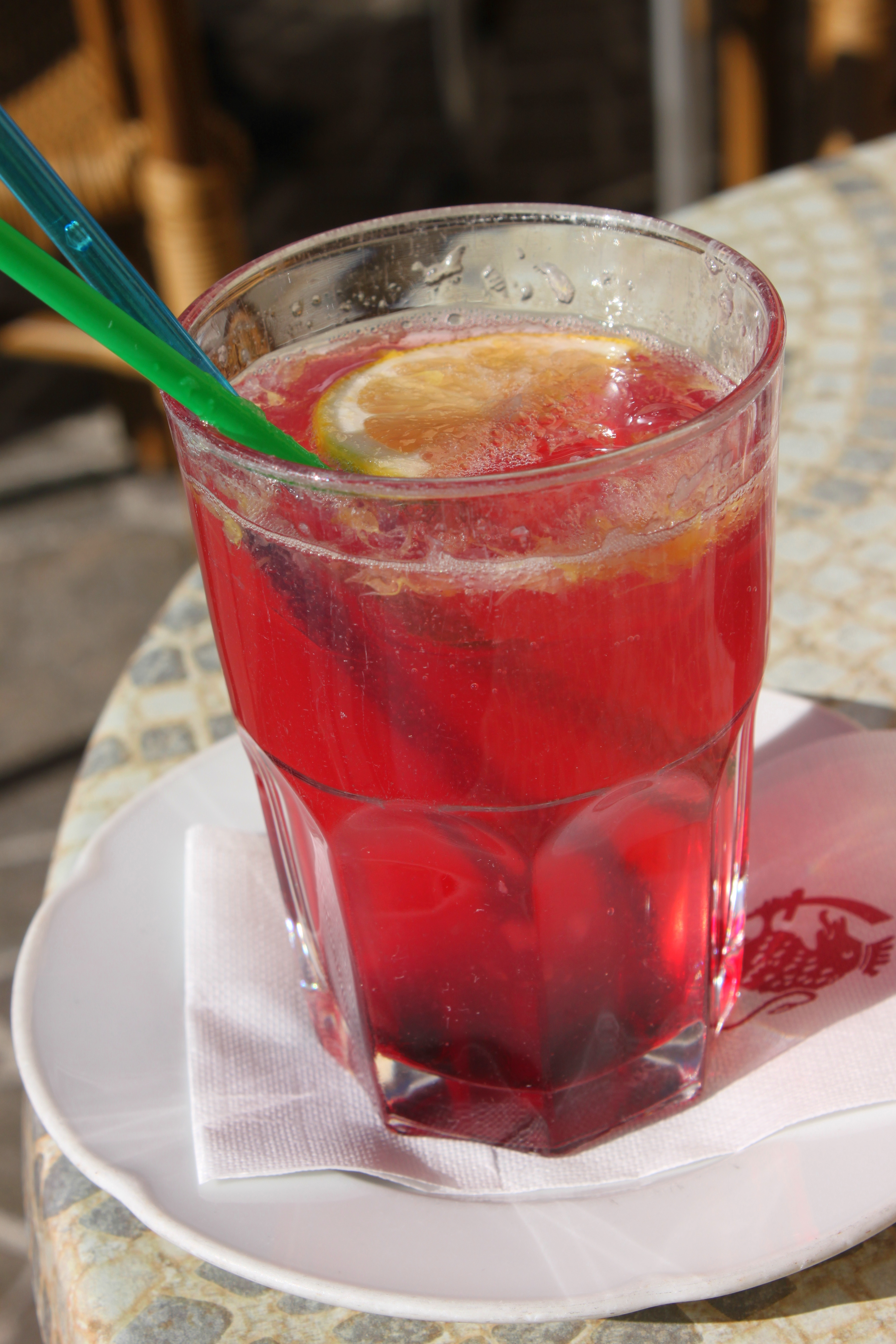
Skiwasser z kawałkiem cytryny

Skiwasser (lub Schiwasser) – popularny w Niemczech i Austrii napój bezalkoholowy (soft drink), często spożywany przez narciarzy mający różowy kolor. Zazwyczaj składa się z wody, soku z cytryny oraz syropu malinowego, ale można spotkać również wariacje z dodanymi sokami z innych owoców, czy alkoholem. Produkowane są również syropy do Skiwasser, które miesza się z wodą bez dodatkowych składników.